# المجلة الآسيوية

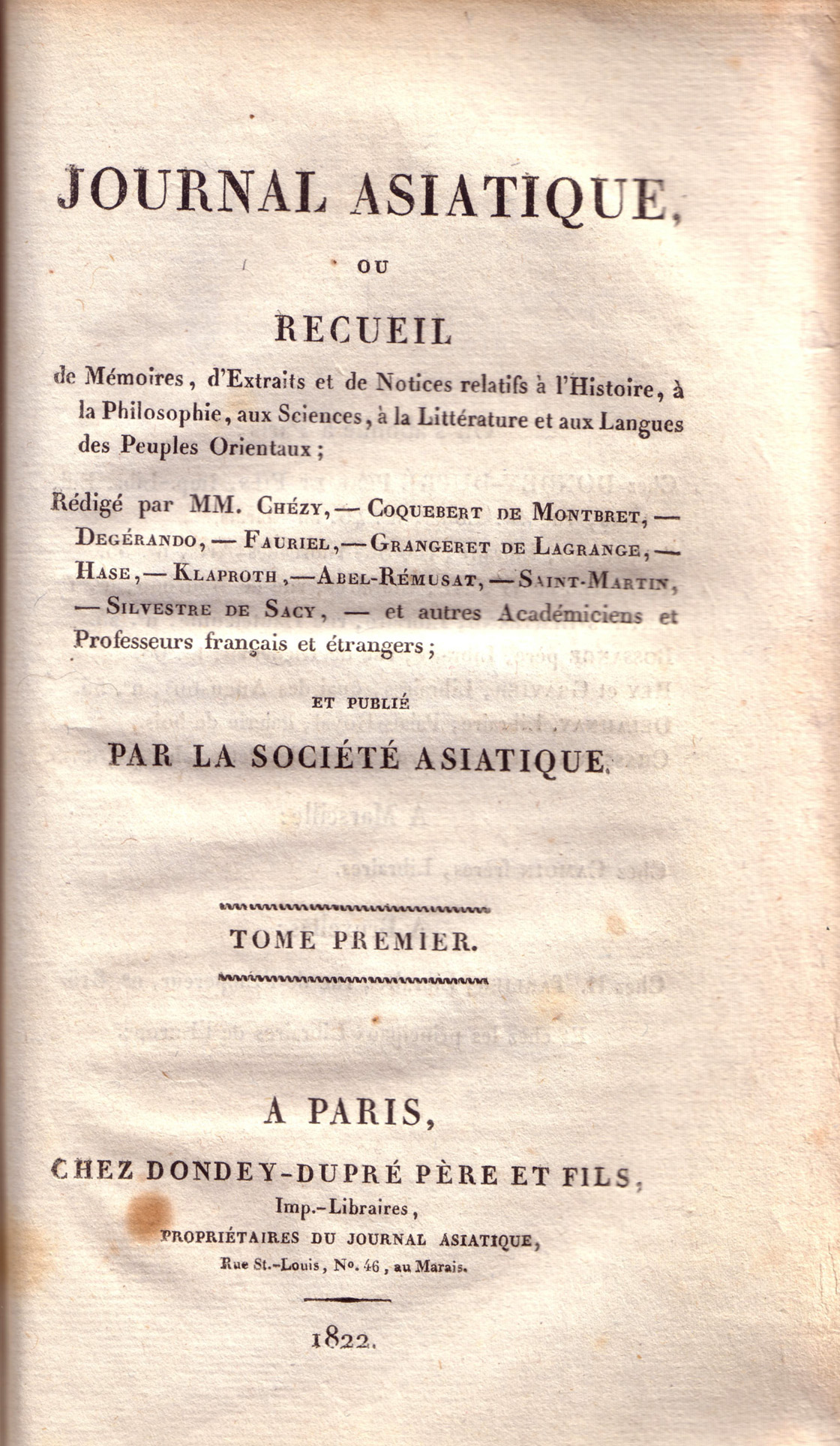
العدد الأول - 1822 م.

المجلة الآسيوية (بالفرنسية: Journal Asiatique) هي مجلة تصدر عن الجمعية الآسيوية الفرنسية منذ عام 1822 م.

## مساهمين بارزين
- Marie-Félicité Brosset
- جوزيف درانبور
- هرتفيك درانبور
- Louis Finot  [لغات أخرى]‏
- فلجانس فرينل
- René Grousset
- كرا دي فو
- هنري ماسبيرو
- Adolf Neubauer
- رولف شتاين
- Melchior de Vogüé

## وصلات خارجية
- موقع المجلة